# Anna Hamilton Phelan
Anna Hamilton Phelan är en amerikansk manusförfattare, filmproducent och skådespelare. Hon har tillsammans med Tab Murphy blivit Oscarsnominerad för filmmanuset till De dimhöljda bergens gorillor, och har av Writers Guild of America, East och Writers Guild of America, West blivit nominerad till WGA Award för bästa filmmanus, dels för filmen Mask, liksom för De dimhöljda bergens gorillor.

## Filmografi

### Manusförfattare
- 1999 – Stulna år (originaltitel: Girl interrupted)
- 1999 – Chains
- 1996 – In Love and War
- 1985 – Mask

### Producent
- 1999 – Chains

### Skådespelare
- 1985 – Mask